# Orde van de Volksrepubliek Bulgarije

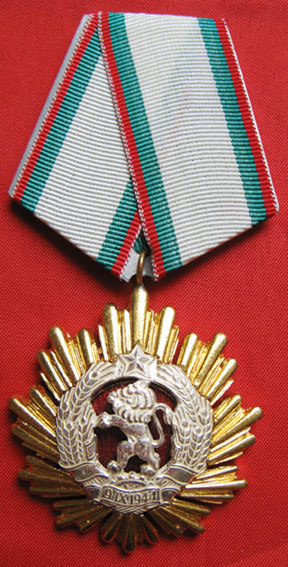
Versiersel van de Ie Graad.

De Orde van de Volksrepubliek Bulgarije (Bulgaars: Народна Република България, Narodne Repoeblika Balgaria) werd in Bulgarije op 19 juni 1947 ingesteld. De orde kende drie graden en werd aan Bulgaren en vreemdelingen toegekend voor verdienste bij het opbouwen van de verdediging, de onafhankelijkheid en de vrijheid van Bulgarije.
Ook in oorlogstijd zou de orde een rol moeten hebben spelen; officieren en aanvoerders van de Bulgaarse strijdkrachten konden hiermee worden onderscheiden voor bijzonder leiderschap en het voorbereiden van militaire operaties.
De drie graden en hun versierselen
- Eerste Graad: een kleinood met goudkleurige stralen en als medaillon een zilverkleurige krans met daarin een leeuw tegen een rode achtergrond.
- Tweede Graad: een kleinood met zilverkleurige stralen en als medaillon een goudkleurige krans met daarin een leeuw tegen een rode achtergrond.
- Derde Graad: hetzelfde kleinood als de Tweede Graad van de orde, maar nu kleiner.

Het vijfhoekige lint was wit met rode en groene biezen.
De orde werd na de val van de communistische dictatuur afgeschaft.